# 68-as villamos (Budapest)
A budapesti 68-as jelzésű villamos a Keleti pályaudvar és Örs vezér tere között közlekedett. A járatot a Budapesti Közlekedési Vállalat üzemeltette. 1976. január 21-étől pályafelújítási munkálatokat végeztek a Nagy Lajos király útján, ezért a 68-as villamost szüneteltették. A munkálatok befejeztével a villamos nem indult újra.

## Története
1933. november 22-én indult el a Keleti pályaudvar és a Mogyoródi út között. A villamos a Bosnyák tértől újonnan kiépített pályán, a Hajtsár út (napjainkban Nagy Lajos király útja) – Egressy tér – Egressy út – Vezér utca – Mogyoródi út útvonalon közlekedett. Az új pálya egyvágányú volt, az Egressy térnél kitérővágánnyal. 1944-ben az utolsó villamosvonalak közt szüntették meg, még november 24-én is közlekedett.
1945. május 3-án indult újra, és az 1956-os forradalom kitöréséig nem változott az útvonala. 1957. január 10-étől ismét közlekedett, de csak a Keleti pályaudvar és a Mogyoródi út között. 1960 és 1964 között belvárosi végállomása többször is változott, de még 1960. április 2-án átadták a Kerepesi úti lakótelep (napjainkban Örs vezér tere) és az Egressy tér között kiépített, 940 méter hosszú vonalszakaszt ezért a 68-as útvonala az Örs vezér tere északi oldaláig hosszabbodott, ahol átszállási kapcsolat teremtődött a Gödöllői HÉV-vel, 1970-től pedig a 2-es metróval.
1964. november 21-én útvonalát az Erzsébet híd megnyitásával a Móricz Zsigmond körtérig hosszabbították. 1972. december 30-án üzemzárással az M2-es metró befejező szakaszával bevezetett forgalmi változások következtében megszűnt az Erzsébet hídon és a Rákóczi úton a villamosközlekedés, ezért a 68-as villamos útvonalát a Baross térig vágták vissza. A tervezők úgy gondolták, hogy a metró gyorsaságának köszönhetően kiváltja a Rákóczi út felszíni közlekedését, és a Thököly út felől érkező utasok az átszálláskényszer ellenére is a metrót választják majd. Ennek tudatában a Baross tértől a Döbrentei térig a villamosvágányokat felszedték. 1976. január 21-étől pályafelújítást végeztek a Nagy Lajos király útján, ezért a 68-as villamost átmenetileg szüneteltették, azonban a felújított pálya március 22-ei átadását követően nem indították többé újra.

### Éjszakai járat
1957-től a 68-as villamos éjszaka is közlekedett. 1960-tól a Március 15. térig járt (a nappalival járattal együtt).
1969-ben már a 68A villamos közlekedett Örs vezér tere és Bosnyák tér között, azonban még az M2-es metróvonal első szakaszának átadásáig, április 3-áig (vagy akkor) megszüntették. 1972. december 30-ától a 68-as villamos ismét közlekedett éjszaka. 1976. január 21-étől a Nagy Lajos király úti vágányépítés ideiglenesen szünetelt, pótlására 44-es jelzéssel éjszakai villamosjárat indult a Baross tértől Zugló, Rákos-patakig és K jelzéssel pótlóbusz az Örs vezér terétől a Bosnyák térig. A munkálatok befejeztével (március 20.) nem indították újra, a 44-es éjszakai villamosjárat és a K villamospótló megszűnt, ezek kiváltására a BKV a 89A buszjáratot hosszabbította meg a Thököly úton és a Nagy Lajos király útján át az Örs vezér teréig.

## Útvonala
| Bevezetés időpontja | Útvonal | Útvonal változás                                                             |
| ------------------- | --- | ---------------------------------------------------------------------------- |
| 1945. május 3.      | Keleti pályaudvar – Thököly út – Bosnyák tér – Nagy Lajos király útja – Egressy tér – Egressy út – Vezér utca – Mogyoródi út                                          | Elindult                                                                     |
| 1956. október       | Szünetelt | Szünetelt                                                                    |
| 1957. január 10.    | Március 15. tér – Kossuth Lajos utca – Rákóczi út – Thököly út – Bosnyák tér                                                                                          | A belvárosi végállomása a Március 15. tér lett, de a Bosnyák térig rövidült. |
| 1960. április 2.    | Március 15. tér – Kossuth Lajos utca – Rákóczi út – Thököly út – Bosnyák tér – Nagy Lajos király útja – Kerepesi úti lakótelep                                        | A Kerepesi úti lakótelepig (napjainkban Örs vezér tere) hosszabbodott.       |
| 1960. július 8.     | Felszabadulás tér – Kossuth Lajos utca – Rákóczi út – Thököly út – Bosnyák tér – Nagy Lajos király útja – Kerepesi úti lakótelep                                      | A Felszabadulás térig rövidült.                                              |
| 1963. február 13.   | Tanács körút – Rákóczi út – Thököly út – Bosnyák tér – Nagy Lajos király útja – Kerepesi úti lakótelep                                                                | Az Astoria aluljáró építése miatt a Tanács körútig rövidült.                 |
| 1963. november 7.   | Felszabadulás tér – Kossuth Lajos utca – Rákóczi út – Thököly út – Bosnyák tér – Nagy Lajos király útja – Kerepesi úti lakótelep                                      | Újra a Felszabadulás térig közlekedett.                                      |
| 1964. november 21.  | Móricz Zsigmond körtér – Bartók Béla út – Erzsébet híd – Kossuth Lajos utca – Rákóczi út – Thököly út – Bosnyák tér – Nagy Lajos király útja – Kerepesi úti lakótelep | Az Erzsébet híd átadása után a Móricz Zsigmond körtérig közlekedett.         |
| 1972. december 22.  | Baross tér, Keleti pályaudvar – Thököly út – Bosnyák tér – Nagy Lajos király útja – Örs vezér tere                                                                    | Az Rákóczi úti villamosközlekedés megszüntetésével a Baross térig rövidült.  |
| 1976. január 21.    | Szünetelt | Szünetelt                                                                    |
| 1976. március 22.   | Megszűnt | Megszűnt                                                                     |